# Carlos Frederico, Duque de Saxe-Meiningen
Carlos Frederico, Duque de Saxe-Meiningen (Meiningen, 18 de Julho de 1712 – Meiningen, 28 de Março de 1743), foi um duque de Saxe-Meiningen.

## Vida
Foi o quarto filho de Ernesto Luís I, Duque de Saxe-Meiningen e da sua primeira esposa, a princesa Doroteia Maria de Saxe-Gota-Altemburgo.
Carlos Frederico herdou o ducado de Saxe-Meiningen quando o pai morreu em 1724, juntamente com o seu irmão mais velho, Ernesto Luís II, sob a regência dos seus tios Frederico Guilherme e António Ulrico até 1733.
Quando o seu irmão morreu solteiro e sem deixar descendentes em 1729, Carlos Frederico governou sozinho até à sua morte.
Tal como o seu irmão mais velho, nunca se casou nem teve descendentes e foi sucedido pelo seu tio Frederico Guilherme.

## Genealogia
| Carlos Frederico, Duque de Saxe-Meiningen | Pai: Ernesto Luís I, Duque de Saxe-Meiningen            | Avô paterno: Bernardo I, Duque de Saxe-Meiningen        | Bisavô paterno: Ernesto I, Duque de Saxe-Gota      |
| Carlos Frederico, Duque de Saxe-Meiningen | Pai: Ernesto Luís I, Duque de Saxe-Meiningen            | Avô paterno: Bernardo I, Duque de Saxe-Meiningen        | Bisavó paterna: Isabel Sofia de Saxe-Altemburgo    |
| Carlos Frederico, Duque de Saxe-Meiningen | Pai: Ernesto Luís I, Duque de Saxe-Meiningen            | Avó paterna: Maria Edviges de Hesse-Darmstadt           | Bisavô paterno: Jorge II, Conde de Hesse-Darmstadt |
| Carlos Frederico, Duque de Saxe-Meiningen | Pai: Ernesto Luís I, Duque de Saxe-Meiningen            | Avó paterna: Maria Edviges de Hesse-Darmstadt           | Bisavó paterna: Sofia Leonor da Saxónia            |
| Carlos Frederico, Duque de Saxe-Meiningen | Mãe: Doroteia Maria de Saxe-Gota-Altemburgo (1674–1713) | Avô materno: Frederico I, Duque de Saxe-Gota-Altemburgo | Bisavô materno: Ernesto I, Duque de Saxe-Gota      |
| Carlos Frederico, Duque de Saxe-Meiningen | Mãe: Doroteia Maria de Saxe-Gota-Altemburgo (1674–1713) | Avô materno: Frederico I, Duque de Saxe-Gota-Altemburgo | Bisavó materna: Isabel Sofia de Saxe-Altemburgo    |
| Carlos Frederico, Duque de Saxe-Meiningen | Mãe: Doroteia Maria de Saxe-Gota-Altemburgo (1674–1713) | Avó materna: Madalena Sibila de Saxe-Weissenfels        | Bisavô materno: Augusto, Duque de Saxe-Weissenfels |
| Carlos Frederico, Duque de Saxe-Meiningen | Mãe: Doroteia Maria de Saxe-Gota-Altemburgo (1674–1713) | Avó materna: Madalena Sibila de Saxe-Weissenfels        | Bisavó materna: Ana Maria de Mecklemburgo-Schwerin |